# Need
Need ist eine griechische Progressive-Metal-Band aus Athen, die 2004 gegründet wurde.

## Geschichte
Die Band wurde im Jahr 2004 um den Gitarristen George „Ravaya“ Tzavaras gegründet, ehe ein erstes Demo unter dem Namen Avoidinme veröffentlicht wurde. Nachdem sich die Besetzung mehrfach geändert hatte, festigte sich diese Anfang 2006. Kurze Zeit später unterzeichnete die Gruppe einen Plattenvertrag bei Burning Star Records, worüber weltweit im November 2006 das Debütalbum The Wisdom Machine erschien. Danach folgten Auftritte in ganz Griechenland sowie eine kleine Europatournee mit ihren Labelkollegen Zenith. Zudem wurden unter anderem Auftritte mit Candlemass, Jon Oliva’s Pain, Threshold und Deadsoul Tribe abgehalten. 2008 verbrachte die Band größtenteils mit dem Schreiben und den Aufnahmen des zweiten Albums Siamese God, das im Soundflakes Studio in Athen aufgenommen und abgemischt und im West West Side Music Studio in New York City von Alan Douches gemastert wurde. Der Tonträger erschien im Dezember 2009 in Kollaboration mit dem Rock Hard und Venerate Industries. Im Herbst 2010 wurde eine dreiwöchige Tour durch Europa mit Jon Oliva’s Pain und Dreamtone & Iris Mavraki’s Neverland unternommen. Im Sommer 2011 war die Gruppe auf dem Sonisphere Festival zu sehen. Im September wurde Siamese God bei SAOL Music in Europa wiederveröffentlicht, ehe im Oktober ein Auftritt mit Symphony X folgte. Im Januar 2014 erschien mit Orvam – A Song for Home das nächste Album. Hierauf sind Victor Kouloubis als neuer Bassist und Stelios Paschalis als neuer Schlagzeuger zu hören. Als Produzent war Neil Kernon tätig gewesen, während es erneut von Alan Douches in New York City gemastert worden war. Es wurde in Europa bei Trailblazer Records und in den USA bei Laser’s Edge veröffentlicht. Im September war die Band auf dem ProgPower USA zu sehen. Während Need 2015 noch Konzertverpflichtungen in Griechenland nachkam, arbeitete sie an bereits an ihrem nächsten Album. Im September wurde die Live-DVD Orvam: A Song for Atlanta (Live at ProgPower USA 2014) veröffentlicht, die den kompletten Festivalauftritt enthält. In der ersten Hälfte des Jahres 2015 beendete die Band ihre Arbeiten zum Album, das im Januar 2017 unter dem Namen Hegaiamas: A Song for Freedom publiziert wurde. Der Veröffentlichung schloss sich eine 24 Auftritte umfassende Tour mit Evergrey durch die USA und Kanada an. Aufgrund des Erfolgs dehnten die beiden Gruppen ihre Tour auf eine Europatournee mit 25 Konzerten im September und Oktober 2017 aus. 2018 nahm die Band am ProgPower Europe teil.

## Stil
Florian Schörg von Metal.de schrieb über Siamese God, dass das Albumcover Assoziationen zu „Buddhismus, Hinduismus und anderen Inkarnationen fernöstlicher Philosophie“ weckt, tatsächlich biete es aber westliche Rockmusik. Die Songs würden sich stark voneinander unterscheiden: Mal spiele man Alternative Rock mit Metalcore-Einfluss, dann verwende man in einem anderen Song Industrial- und Thrash-Metal-Riffs und wieder ein anderes Mal spiele man eine radiofreundliche Ballade. Die Stärken seien „knackige und überzeugend arrangierte Songs“ sowie ein Sound, der „schön aufgeräumt und trotz einer immensen Detailfülle keineswegs überladen“ wirke. Ein Kritikpunkt sei „der stellenweise arg schwachbrüstig wirkende Gesang, der allerdings die ruhigeren Passagen mit viel Gefühl stark aufwertet“ und auch die Riffs hätten auf Dauer keinen Wiedererkennungswert. Steven Reid von seaoftranquility.org befand, dass die Band auf Orvam – A Song for Home eine Vielzahl progressiver Stile verwendet, wobei sie an Fates Warning, Nevermore und Tool erinnere. Gelegentlich klinge die Gruppe auch wie Metallica oder frühe Marillion. Die Band vermeide dabei ein zu großes Zurschaustellen von technischem Spielvermögen, wie es oft im Progressive Metal üblich sei. Dario Albrecht von betreutesproggen.de bezeichnete Hegaiamas: A Song for Freedom als Progressive Metal, der besonderen Wert auf Atmosphäre und Melodien lege. Klangliche Parallelen gebe es zu Dream Theater und vor allem Nevermore. Vor allem den Gesang habe Need mit letzter Band gemeinsam, die Klangfarbe erinnere stark an die von Warrel Dane. Durch den Einsatz von Folkklängen gelange die Gruppe insgesamt jedoch zu ihrem eigenen Stil.

## Diskografie
- 2004: Avoidinme (Demo, Eigenveröffentlichung)
- 2006: Promo 2006 (Demo, Eigenveröffentlichung)
- 2006: The Wisdom Machine (Album, Burning Star Records)
- 2009: Siamese God (Album, Venerate Industries)
- 2014: Orvam – A Song for Home (Album, Trailblazer Records (Europa) / Laser’s Edge (USA))
- 2015: Orvam: A Song for Atlanta (Live at ProgPower USA 2014) (Live-DVD, Eigenveröffentlichung)
- 2017: Hegaiamas: A Song for Freedom (Album, Eigenveröffentlichung)